# 松平信成
松平 信成（まつだいら のぶしげ）は、上野吉井藩の第5代藩主。鷹司松平家7代。
明和4年（1767年）8月27日、第3代藩主・松平信有の次男として生まれる。安永4年（1775年）に第4代藩主・松平信明が死去したため、その養子となって家督を継ぐ。天明3年（1783年）4月1日、将軍徳川家治に拝謁する。同年12月18日、従四位下侍従・左兵衛佐に叙任している。後に左兵衛督に改める。
藩政では、天明元年（1781年）の絹糸運上事件による打ちこわし、天明3年（1783年）の天明の大飢饉による被害などで多難であった。
寛政12年（1800年）2月13日、家督を養子の信充（信明の次男）に譲って隠居する。その直後の4月12日に死去した。享年34。

## 系譜
父母
- 松平信有（実父）
- 松平信明（養父）

正室
- 本姫 - 池田重寛の娘

子女
- 松平房府（次男）
- 松平信敬（三男） 生母は本姫（正室）

養子
- 松平信充 - 松平信明の次男